# Bruins de Troy
Les Bruins de Troy sont une franchise de hockey sur glace ayant évolué dans la Ligue internationale de hockey.

## Historique
L'équipe a été créée en 1951 à Troy en Ohio et firent partie de la LIH jusqu'en 1959, année où la concession cessa ses activités.

### Saisons en LIH
Note : PJ : parties jouées, V : victoires, D : défaites, N : matchs nuls, DP : défaite en prolongation, DF : défaite en fusillade, Pts : Points, BP : buts pour, BC : buts contre, Pun : minutes de pénalité
| Saison    | PJ | V  | D  | N | Pts | Classement  | Séries éliminatoires | Entraîneur      |
| --------- | -- | -- | -- | - | --- | ----------- | -------------------- | --------------- |
| 1951-1952 | 48 | 23 | 19 | 6 | 52  | 3e rang LIH | n/d                  | Norm McAtee     |
| 1952-1953 | 60 | 34 | 21 | 5 | 73  | 2e rang LIH | n/d                  | Norm McAtee     |
| 1953-1954 | 64 | 31 | 32 | 1 | 63  | 6e rang LIH | n/d                  | Norm McAtee     |
| 1954-1955 | 60 | 31 | 27 | 2 | 64  | 6e rang LIH | n/d                  | Norm McAtee     |
| 1955-1956 | 60 | 39 | 20 | 1 | 79  | 2e rang LIH | n/d                  | Nellie Podolski |
| 1956-1957 | 60 | 15 | 41 | 4 | 34  | 6e rang LIH | n/d                  | Nellie Podolski |
| 1957-1958 | 64 | 20 | 38 | 6 | 46  | 6e rang LIH | n/d                  | n/d             |
| 1958-1959 | 60 | 30 | 28 | 2 | 62  | 3e rang LIH | Défaite en 1re ronde | n/d             |